# Anna Loos
Anna Loos, född 18 november 1970 i Brandenburg an der Havel i dåvarande Östtyskland, är en tysk skådespelare och sångare. Hon har medverkat i flera tyska filmer och TV-serier, däribland Tatort och Weissensee. Vid sidan av skådespeleriet är hon sångare i bandet Silly.
Anna Loos växte upp i DDR innan hon 1988 flydde till Västtyskland via Tjeckoslovakien, Ungern och Österrike. Hon tränade som barn balett och studerade sång. I Västtyskland levde hon hos en faster. 1992 började hon studera vid Stage School of Music, Dance and Drama i Hamburg och medverkade sedan i flera musikaler. Hon gjorde senare filmdebut och deltog återkommande i TV-produktioner. Hennes första större roll i TV blev som Lissy Pütz i Tatort Köln.
Anna Loos är gift med Jan Josef Liefers.